# Districtul Leiria
Districtul Leiria (portugheză Distrito de Leiria) este un district în centrul Portugaliei, cu reședința în Leiria. Are o populație de 459 450 locuitori și suprafață de 3 515 km².

## Municipii
- Alcobaça
- Alvaiázere
- Ansião
- Batalha
- Bombarral
- Caldas da Rainha
- Castanheira de Pêra
- Figueiró dos Vinhos
- Leiria
- Marinha Grande
- Nazaré
- Óbidos
- Pedrógão Grande
- Peniche
- Pombal
- Porto de Mós